# فلورین لیبوریو
فلورین لیبوریو (انگلیسی: Floriane Liborio؛ متولد ۱۶ مارس ۱۹۸۸ در تولوز) یک تکواندو کار فرانسوی است. لیبوریو در مسابقات قهرمانی تکواندو جهان ۲۰۱۳ که در پوئبلا برگزار شد، در کلاس خروس‌وزن بانوان (زیر ۵۳ کیلوگرم) مدال برنز را از آن خود کرد.